# Antoni Huczyński

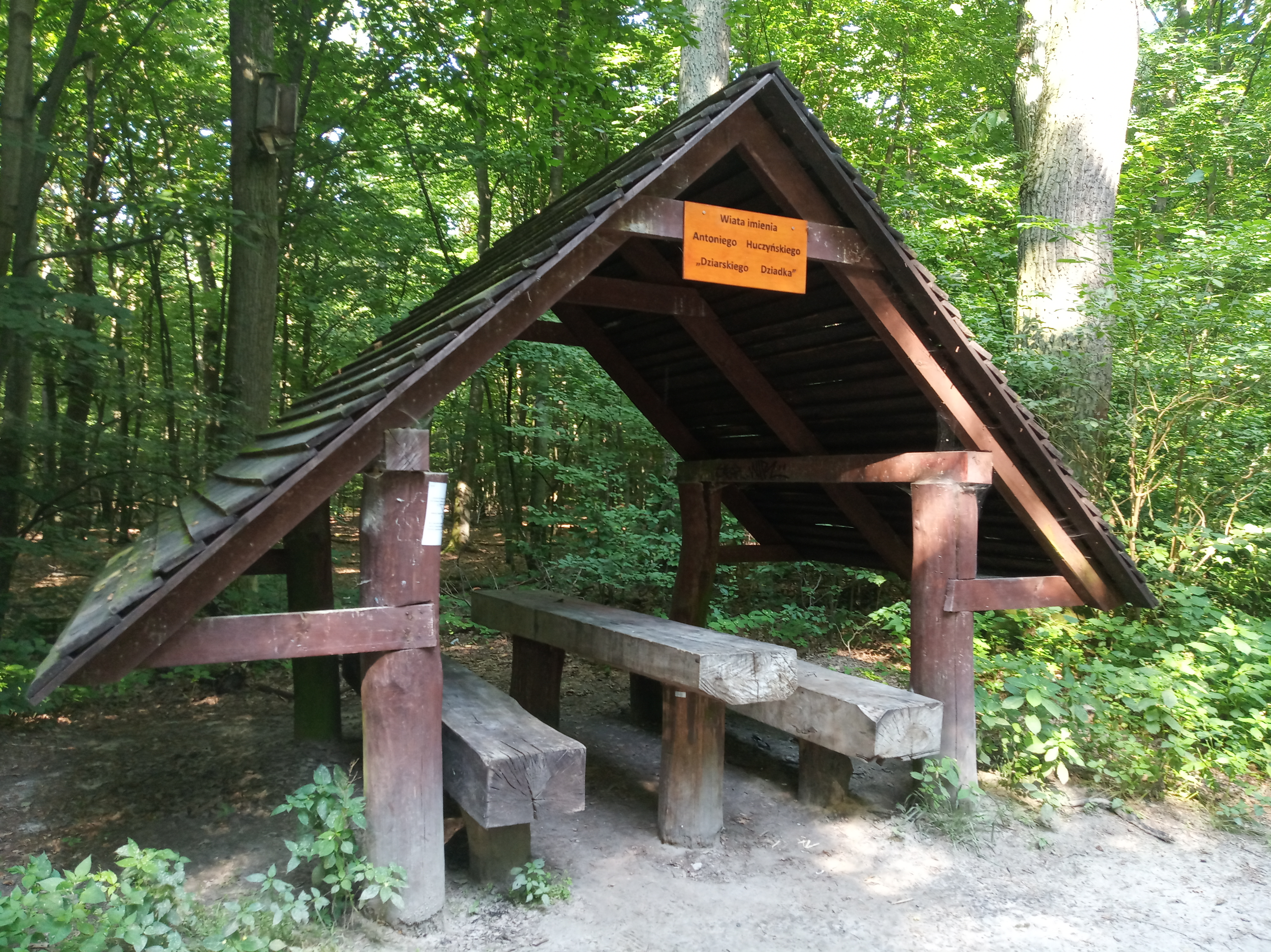
Wiata w Lesie Kabackim z tabliczką upamiętniającą Antoniego Huczyńskiego

Antoni Huczyński, właściwie Antoni Marian Romuald Cholewa-Huczyński ps. Burza, Dziarski Dziadek (ur. 26 listopada 1922 w Krakowie, zm. 9 maja 2020 w Warszawie) – polski lekarz weterynarii, żołnierz Armii Krajowej, powstaniec warszawski, strzelec Wojska Polskiego, działacz kombatancki i youtuber. Oficer Orderu Odrodzenia Polski.

## Życiorys

### 1922–1945
Antoni Marian Romuald Huczyński urodził się 26 listopada 1922 w Krakowie jako piąte dziecko w rodzinie pułkownika Czesława Huczyńskiego i Marii z domu Sarri (jej ojciec był Grekiem).
Wstąpił do AK 3 marca 1944 roku. Należał do plutonu 709 należącego do 1-szego Rejonu „Brzozów” (Legionowo), który podlegał pod VII-my Obwód „Obroża” Warszawskiego Okręgu Armii Krajowej. Walczył w powstaniu warszawskim, na przedpolu Warszawy – w Legionowie. Pluton, w którym walczył, rozlokował się w lasku obok szosy łączącej Legionowo z Zegrzem, aby ostrzeliwać samochody transportujące żołnierzy niemieckich. Drugiego dnia powstania otrzymał zadanie do wykonania – zniszczenie czołgu. Chcąc wypełnić swoje zadanie wykopał metr od szosy dół, w którym udało mu się schować. Do zniszczenia czołgu wykorzystał minę przeciwczołgową. O brzasku, kiedy szosą przejechały trzy czołgi, wrzucił minę pod czwarty z nich. W konsekwencji wybuchu stracił przytomność i pozostał w rowie. Spośród wszystkich żołnierzy, tylko jemu udało się zniszczyć czołg, dlatego też za swój czyn miał zostać nagrodzony Krzyżem Walecznych, jednak obietnica ta nigdy nie została spełniona. Został jedynie wymieniony w rozkazie dziennym, że zniszczył tygrysa. Po akcji z czołgiem wciąż pozostawał w ukryciu – razem z żołnierzami drugiego plutonu stworzyli obóz pod Legionowem.
4 września 1944 roku, dzięki wiadomości od gońca, uniknął śmierci, uciekając z domu do lasu pod Choszczówką. W ten sposób trafił do batalionu, którego dowódcą był porucznik Bolesław Szymkiewicz ps. „Znicz”, wchodzącego w skład Grupy „Kampinos”.
5 lub 6 września plutonowi 709, w którym walczył, wyznaczono obronę wsi Wiersze i Truskawki.
13 września wraz ze swoim plutonem poszukiwał zrzutów amerykańskich, chodząc nocą po lesie. W ten sposób zyskał broń, niezwykle wtedy potrzebną. Był to dwudziestostrzałowy amerykański Thompson, kaliber 9.
Kiedy powstanie warszawskie powoli zmierzało ku końcowi, przebywał w Brzozówce, kiedy to cały oddział wycofywał się pod naporem sił niemieckich. Po rozkazie dowódcy Grupy „Kampinos” majora Alfonsa Kotowskiego „Okonia” do opuszczenia puszczy, w nocy z 27 na 28 września wraz z oddziałem rozpoczął odwrót podczas ostrzału artyleryjskiego, kierując się na południe w stronę Gór Świętokrzyskich.
Po dramatycznej przeprawie przez rzekę Utratę, pod ostrzałem czołgów, 29 września natknął się na szpicę kawaleryjską „Doliniaków” prowadzącą ośmiu jeńców niemieckich. Dowódca szpicy o pseudonimie „Świerk” wydał polecenie przypilnowania jeńców. W obliczu zbliżającego się wojska niemieckiego musieli wraz z kolegą podjąć decyzję co zrobić z żołnierzami. Stwierdzili, że nie mogą rozstrzelać bezbronnych ludzi, dlatego też wypuścili ich na wolność. Pod Jaktorowem wziął udział w jednej z największych bitew partyzanckich w czasie II wojny światowej na terenach polskich – około 2 tysięcy partyzantów zostało okrążonych przez niemieckie jednostki pancerne.

### 1945–1989
Po 1945 używał nazwiska Cholewa-Huczyński.
W wieku 29 lat zdał maturę jako ekstern (1951). Dzięki podjęciu studiów na Wydziale Weterynaryjnym SGGW w Warszawie uzyskał zwolnienie z wojska. W ich trakcie pracował w ZOO. Naukę zwieńczyło uzyskanie dyplomu lekarza weterynarii (1958).
Przez czterdzieści lat pracował jako lekarz weterynarii.
Działał społecznie jako radny w Otwocku, natomiast w latach osiemdziesiątych był zaangażowany w NSZZ Solidarność.

### 1990–2020
3 sierpnia 2008 prezydent Rzeczypospolitej Polskiej Lech Kaczyński w czasie obchodów 64. rocznicy wybuchu powstania warszawskiego w Parku Wolności na terenie Muzeum Powstania Warszawskiego za wybitne zasługi dla niepodległości Rzeczypospolitej Polskiej, za działalność na rzecz środowisk kombatanckich odznaczył go Krzyżem Oficerskim Orderu Odrodzenia Polski.
Autor książki Mój sposób na długowieczność, w której opisał wypracowane przez siebie metody pozwalające żyć nie tylko długo, ale w zdrowiu i radości. Książka zawiera historię autora oraz przede wszystkim opis diety oraz ćwiczeń gimnastycznych, które są składowymi zdrowego trybu życia i długowieczności. Jako Dziarski dziadek – bohater filmów publikowanych w serwisie YouTube.
W 2015 spełniło się jego marzenie o przejażdżce samochodem rajdowym, którą odbył razem z Krzysztofem Hołowczycem, pędząc ponad 200 km/h.
W 2015 na zaproszenie prezydenta RP Bronisława Komorowskiego zwiedził Belweder w Warszawie.
W 2016 brał udział w programie Duży w Maluchu.

## Odznaczenia
- Krzyż Oficerski Orderu Odrodzenia Polski (2008)[6][13]
- Krzyż Kawalerski Orderu Odrodzenia Polski[14][9]
- Warszawski Krzyż Powstańczy[14][9]
- Krzyż Partyzancki[9]

## Życie prywatne
W 1951 ożenił się z Barbarą Iwicką, z którą miał dwie córki: Małgorzatę i Dorotę.